# Charles Ernest Rickards Hirsch
Charles Ernest Rickards Hirsch, britanski general, * 1903, † 1975.